# Требониан Галл
Гай Ви́бий Требониа́н Галл (лат. Gaius Vibius Trebonianus Gallus), более известный в римской историографии как Требониан Галл, — римский император, правивший в 251—253 годах.
Требониан Галл происходил из старинного этрусского рода. В конце правления императора Деция Траяна он занимал должность легата пропретора одной из мёзийских провинций. На этом посту Галл принимал участие в войне с готами. После гибели Деция в сражении при Абритте Требониан был провозглашён армией императором. Он заключил мир с готами, однако те его вскоре нарушили. Кроме того, его правление отмечено войной с государством Сасанидов на Востоке.
В 253 году одержавший победу над готами военачальник Марк Эмилий Эмилиан поднял восстание, провозгласив себя императором, и со своими войсками дошёл до Интерамны. Галл не успел набрать крупную армию для сражения. В конечном счёте легионеры взбунтовались и убили его вместе с сыном Волузианом.

## Происхождение и карьера
Будущий император Гай Вибий Требониан Галл родился около 206 года. Эта датировка основана на сообщении Псевдо-Аврелия Виктора, который в своей «Эпитоме» пишет, что на момент смерти Гаю было примерно сорок семь лет. По всей видимости, родным городом Галла была умбрийская Перузия. Он происходил из древнего местного этрусского рода. Возможно, предки Гая Вибия были первыми жителями колонии, выведенной в Перузии при Октавиане Августе после разрушения этого города в ходе Перузинской войны. Согласно предположению Д. Кинаста, его прадедом мог быть некий Гай Вибий Галл Прокулейан, а отцом — Гай Вибий Велдумниан, чьи имена известны из посвятительной надписи на основании статуи, датированной приблизительно 205 годом. Иногда к имени Галла добавляют также номен Афиний. Требониан был женат на Афинии Гемине Бебиане, в браке с которой у него родился сын Гай Вибий Волузиан и дочь Вибия Галла. По предположению французского историка Кристиана Сеттипани, Вибия Галла вышла замуж за представителя рода Вириев, Орфита или Лупа, и через неё у Требониана были дальнейшие потомки.
Требониан Галл сделал, по всей видимости, традиционную для тех времён политическую карьеру. Он был включён в состав римского сената, а около 245 года, как полагает антиковед Р. Ханслик, основывающийся на сведениях афинского историка III века Дексиппа, занимал должность консула-суффекта. Впрочем, некоторые исследователи, такие как Т. Герхард и У. Хартманн, сообщение Дексиппа во внимание не принимают и поэтому не упоминают о предполагаемом консульстве Галла. В 250 году Требониан был назначен легатом пропретором одной из мёзийских провинций. Среди историков нет единого мнения, какую конкретно провинцию он возглавлял. Так, по одной из версий, это была либо Верхняя Мёзия, либо Нижняя. Но, например, Р. Ханслик считает, что Галл совмещал управление обеими придунайскими провинциями. Существует мнение, что незадолго до своей гибели император Деций Траян сделал Гая Вибия своим соправителем, но такое предположение имеет слабое обоснование.

## Приход к власти
Поздней весной 250 года карпы вторглись в Дакию, а также атаковали Верхнюю и Нижнюю Мёзию с запада и востока, в то время как готы под предводительством своего короля Книвы проникли в центральные районы Мёзии. Переправившись через скованный льдом Дунай, готы разделились на две армии. Одна направилась в сторону Фракии, где осадила Филиппополь, тогда как сам Книва двинулся к востоку на Новы. Требониан Галл успешно отразил атаку готов на город и оттеснил их на юг. В результате Книва повернул вглубь страны и осадил Никополь-на-Истре, где укрылось большое количество беженцев. Узнав о вторжении, Деций Траян выдвинулся с армией в придунайские провинции, изгнал карпов и затем выступил против готов. Книва же направился дальше на юг к Филиппополю. Деций преследовал его, но когда римская армия стала на отдых у Августы Траяны Берои, к северо-востоку от Филиппополя, она была внезапно атакована Книвой. Римляне понесли большие потери и император отступил в Эск, где находились свежие войска под командованием Требониана Галла. Приблизительно в это время пал Филиппополь. В 251 году боевые действия продолжились. Деций вместе с Требонианом расположился у Дуная, чтобы перехватить Книву, возвращавшегося с добычей на северо-восток. В начале июня император настиг армию противника у Абритта. Затем, согласно рассказу византийского историка V века Зосима:

«Он послал на берег Танаиса Галла с соответствующими илами, а сам атаковал противника с отдохнувшей армией. Всё шло в соответствии с планом, пока Галл не решил восстать и не отправил послов к варварам, побуждая их вступить в союз с ним и поддержать его заговор против Деция. Варвары охотно согласились и вместе с Галлом, сохранившим свою гвардию на берегу Танаиса, они разделили свое войско на три части, которые заняли передовую линию после похода. Когда Деций расстроил большую часть этой передовой пинии, вторая армия пала под его мощью. Третью часть, уже появлявшуюся на марше, он также разгромил. Следуя сигналу Галла напасть на врагов, варвары полностью загнали римлян в болото и прижали беспечных к неведомым местностям. Все они были со всеми войсками затянуты в трясину, а варвары со всех сторон напали на римлян»
В сражении погиб сначала сын императора Геренний Этруск, а потом и сам Деций, римская армия же была окружена и разгромлена. Выжившие после катастрофы легионеры провозгласили сорокапятилетнего Требониана Галла императором, видимо, из-за его былых успехов в войне с готами. Источники, рассказывающие о том времени, содержат скудную информацию об избрании Галла императором. В основном они ограничиваются констатацией факта его избрания императором армией, оставляя нерешённым вопрос о роли Требониана в гибели Деция. Из сообщения Зосима видно, что существовала версия о сговоре между Галлом и готами против Деция. Однако другие доказательства, подтверждающие его рассказ, науке неизвестны. В пользу невиновности Требониана говорит также и тот факт, что военные вряд ли бы провозгласили императором человека, чьи действия привели к уничтожению армии и гибели многих солдат. Большинство современных учёных полагают, что смерть Деция и Геренния Этруска, скорее всего, была вызвана неудачным стечением обстоятельств, а не заговором, организованным мёзийским наместником.

## Правление
Картина правления Требониана Галла и Волузиана, воспроизводимая на основе скудных нарративных источников, слишком неопределённа и зачастую противоречива, и представляет лишь отрывочную информацию о происходивших событиях. Возможность расширить знания о той эпохе даёт анализ нумизматических и эпиграфических источников, а также папирусов. Оба императора относительно хорошо засвидетельствованы в эпиграфических и нумизматических источниках из разных частей империи — Италии, Норика, Далмации, Верхней Мёзии, Македонии, Африки, Сирии, Киликии, Фригии и Лидии. Несмотря на непродолжительное правление Галл и Волузиан предпринимали адекватные ситуации действия, что сильно отличается от впечатления безразличия и медлительности, создаваемого нарративными источниками. Деятельность отца и сына в различных провинциях империи реконструируется, прежде всего, благодаря нумизматическим источникам. В европейских провинциях наряду с центральными монетными дворами в Риме и Медиолане действовали монетные дворы в Верхней Мёзии (Виминациум) и Дакии, где чеканились монеты, пропагандирующие идеи мира и взаимопонимания. По-видимому, произошел быстрый переход от крайне милитаристского правления Деция к идее умиротворяющего и уравновешенного правления новых императоров, которые, очевидно, пытались сместить приоритеты имперской политики.
Эпиграфические свидетельства также дают полезную информацию о деятельности как центрального правительства, так и провинциальных властей и частных лиц. Надписи в честь императора часто, но не обязательно, могут указывать на его личное присутствие в том или ином регионе. Милевые камни III века могут интерпретироваться аналогичным образом. Требониан Галл и Волузиан обвиняются нарративными источниками в бездействии и это мнение было перенесено в современные исследования. Но такие традиционно принятые представления ставятся под сомнение Р. Хансликом в его статьях о правлении двух императоров, в которых он говорит об активном строительстве и реконструкции дорожной системы империи, засвидетельствованной милевыми камнями. Кроме того, он замечает, что в провинциальных надписях Волузиан упоминается даже чаще, чем его отец, видя в этом признак того, что молодой правитель проводил в провинциях больше времени, чем Требониан Галл, и пользовался некоторой независимостью в принятии решений. В провинциях обнаружены многочисленные надписи с упоминанием и Требониана. Их количество позволяет усомниться в том, что, придя к власти, он вернулся в Рим и больше не покидал его.

### Консолидация власти и эпидемия чумы

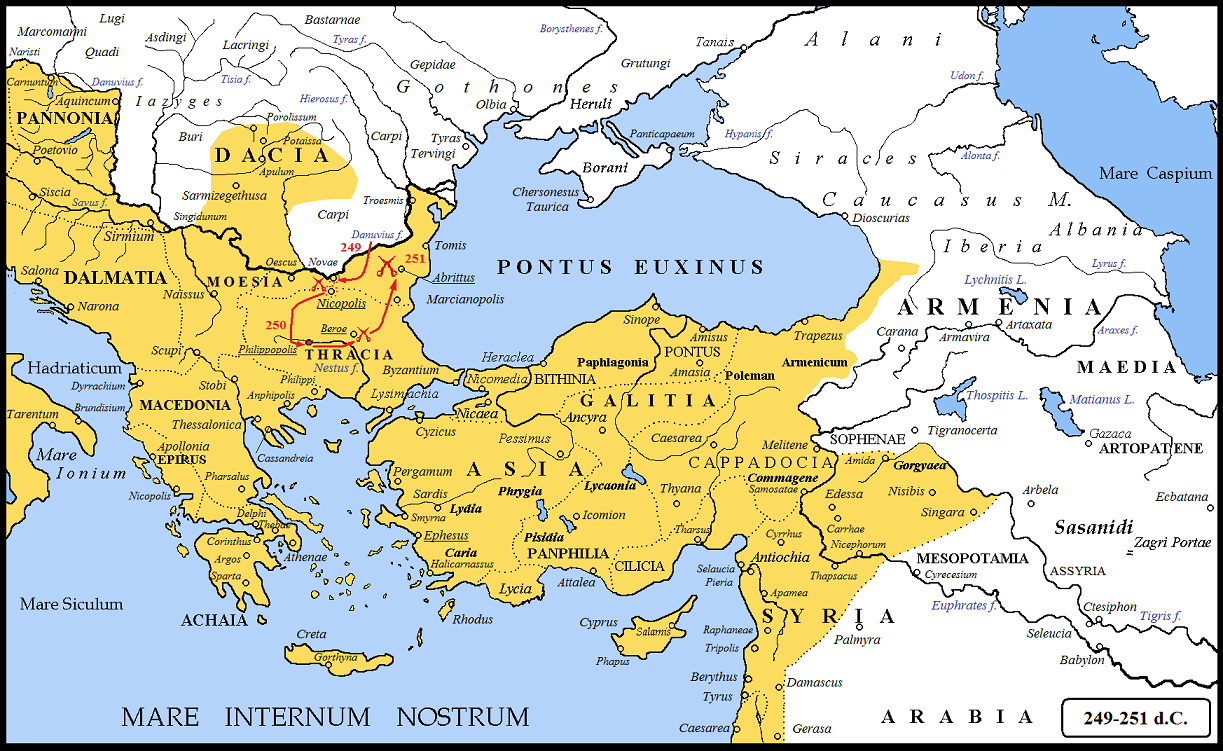
Война с готами в 250—251 годах

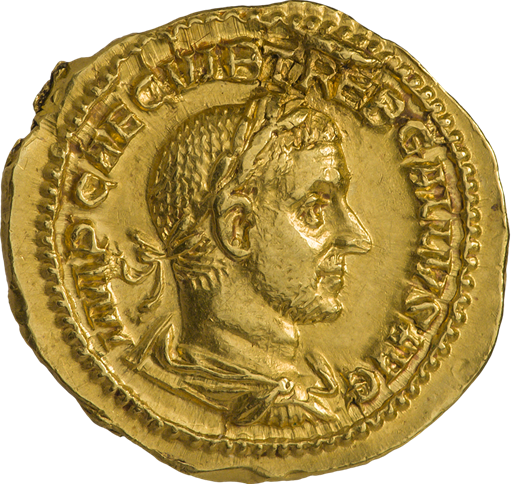
Ауреус с портретом Требониана Галла

Правление Требониана Галла началось с непопулярных мер. Он заключил с готами мирный договор, который был для них весьма благоприятным и удачным. Император не только позволил варварам безнаказанно возвратиться домой с награбленной добычей, но и обещал выплачивать им определённую сумму денег каждый год. Кроме того, Галл также разрешил готам забрать пленников знатного происхождения, которые были захвачены ими при штурме Филиппополя. По свидетельству Зосима, Требониан гордился этим миром. Одной из причин столь стремительного достижения соглашения с готами была слабость римской армии, сильно потрёпанной в последних сражениях и не способной продолжить боевые действия. Другой причиной стало стремление императора поскорее добраться до Рима, чтобы укрепить свою власть и получить признание со стороны сената. Скорее всего, он не желал повторять ошибку Максимина I Фракийца, который всё своё правление оставался с армией в приграничных регионах. Таким образом, Галлу пришлось заплатить большую цену для закрепления за собой трона. Современные историки часто считают заключённый императором мир с готами поспешным и неблагоприятным, хотя и признают, что на тот момент он не имел возможности вести войну дальше.
Когда ситуация на дунайской границе была взята под контроль, новый император и его сын отправились в Рим. Сын Деция Гостилиан, носивший титул цезаря и его мать августа Геренния Этрусцилла находились в это время в столице. Требониан усыновил Гостилиана и провозгласил его августом. Таким образом, Галл сделал юношу членом центрального правительства. Его собственный сын Волузиан также был провозглашён соправителем в ранге цезаря. Необходимо отметить отсутствие сведений о жене Галла Афинии Гемине Бебиане после прихода к власти её мужа. Очевидно, она не принимала титул августы, что представляет собой необычное явление для римской традиции времён принципата, когда фигура императрицы играла важную роль в создании и утверждении новой династии. Её отсутствие может быть объяснено либо преждевременной смертью, либо разводом с Требонианом. Источники делают возможным предположение, что Геренния Этрусцилла была жива и всё ещё пользовалась влиянием в Риме. Чеканка монет с её именем свидетельствует, что она продолжала носить титул августы даже после смерти Деция. Таким образом, скорее всего, Афиния не приняла титул в качестве жеста в сторону Гереннии Этрусциллы. Если это правда, то это соответствовало бы о политике Требониана в отношении предшествующей императорской семьи. Благодаря такому подходу и усыновлению Гостилиана Галл фактически объединил две династии в одну.
Самого погибшего императора постигла необычная посмертная судьба: сначала он был обожествлён, затем предан проклятию памяти (лат. damnatio memoriae), после чего его прежний статус был восстановлен. Роль, которую сыграл в этом Требониан Галл, представляет его в неблагоприятном свете. Похоже, что после катастрофы при Абритте Деций и Геренний Этруск были обожествлены. По всей видимости, это произошло во второй половине июня 251 года. Однако есть убедительные доказательства того, что Галл приказал предать Деция и членов его семьи проклятию памяти до августа (когда умер Гостилиан), фактически ещё в июле, изменив положение, установившееся после Абритта. Существует ряд надписей, где имена Деция и его сыновей были стёрты — стандартная процедура согласно указу сената. Некоторое время считалось, что это были действия узурпаторов, таких как Юлий Валент Лициниан, или даже христиан. Однако обнаружение армейского документа, где имена Деция и Геренния были уничтожены, а оставлены только их консульские должности без указания имён указывает на то, что проклятие памяти было официальной политикой. Кроме того, некоторые надписи со стёртыми именами могут быть датированы 15 июля 251 года. Отсюда следует, что либо Гостилиан был мёртв в это время, либо Галл предпринял эти действия ещё при жизни сына Деция. Вполне возможно, когда слухи о предательстве Галла начали распространяться после битвы, Требониан решил, что ему нужно принять меры против Деция, чтобы защитить свою власть. Одним из этих действий могло быть убийство Гостилиана, о подготовке которого Галлом заявляет Зосим, хотя другие источники говорят, что он умер от чумы. Поскольку количество стёртых надписей невелико по сравнению с надписями с уничтоженным именем Филиппа I Араба (также преданного проклятию памяти), а некоторые из них были даже восстановлены, можно сделать вывод, что эту политику реализовывали без особого энтузиазма, что свидетельствует о недовольстве указом Галла. Впрочем, Д. Поттер отвергает факт целенаправленного проведения Галлом политики damnatio memoriae Деция. Он признаёт, что после гибели императора на некоторых надписях его имя было уничтожено, а ряд городов лишились предоставленных им Децием привилегий. Тем не менее, историк считает это спонтанными действиями, вызванными новостями о поражении. Вскоре после смерти Гостилиана Требониан Галл назначает Волузиана августом.
Правление Требониана Галла вызывает множество вопросов, потому что древние авторы создают впечатление о слабом и не соответствующем требованиям времени правителе. По их словам, император даже не попытался покинуть столицу, как только укрепил свою власть. Однако многочисленные надписи свидетельствуют о личном присутствии двух императоров за пределами Италии. По мнению Л. Гроздановой, совместное правление отца и сына было не просто формальностью, а являлось полноценным сотрудничеством. Без сомнения, в неспокойный период правления солдатских императоров установление собственной династии было одной из ключевых задач для каждого нового принцепса, направленной на укрепление его власти. Это было обычной практикой со времён Септимия Севера — императорская власть была разделена, чтобы правители могли физически присутствовать одновременно на разных фронтах. Основываясь на таком рассуждении, историк делает предположение, что Волузиан был реально задействован в управлении империей вместе с Галлом.
Непоправимый ущерб благосостоянию империи принесла крупномасштабная эпидемия чумы. Она свирепствовала на территории страны в течение практически полутора десятилетий, причинив невозвратимые потери и приведя к значительному ослаблению римской армии. По всей видимости, она началась в Эфиопии, откуда распространилась на римское государство. Ю. Б. Циркин связывает заражение с военными действиями на египетско-эфиопской границе, когда блеммии и нубийцы вторглись в Египет и в результате соприкосновения с римскими легионерами передали болезнь на территорию империю. В Италии чума появилась приблизительно в 248 году при Филиппе I Арабе, а пик её активности пришёлся на 251 год. Эпидемия имела серьёзные социальные, политические, экономические и даже экологические последствия. Чума сильно ударила по производственным ресурсам государства. Даже надписи на монетах свидетельствует о серьёзности и влиянии вспышки: они взывают к божественному вмешательству и спасению. Когда чума начала опустошать столицу, Требониан Галл обеспечил надлежащее захоронение для всех жертв этой болезни, даже самым бедным слоям населения, получив в народе поддержку и признание. Хотя военная ситуация на границах была чрезвычайно опасной для государства, ряд монет имеют проникнутую оптимизмом надписью PAX AETERNA (рус. Вечный мир). Юридические источники представляют также важное значение для изучения периода правления Требониана Галла. Кодекс Юстиниана содержит два закона, датируемых 252 годом: от 14 марта и от 21 апреля. Данные законы касаются семейных отношений и их принятие указывает на то, что, несмотря на серьёзные проблемы этого периода, особое внимание уделялось семье, вероятно, как важной части политики Требониана. Оба закона касаются правовых отношений между братьями и сестрами. Один из них разъясняет права двух братьев при разделе имущества и утверждает, что отсутствие письменного документа, фиксирующего раздел, не делает его недействительным. Второй регулирует финансовые отношения между братом и сестрой, устанавливая право брата, который заплатил определённую сумму денег от имени своей сестры, вернуть её, если он сможет доказать факт совершения платы. Примечательно, что эти юридические предписания были постоянно действующими, по крайней мере, до времени принятия Кодекса Юстиниана.

### Вторжение персов

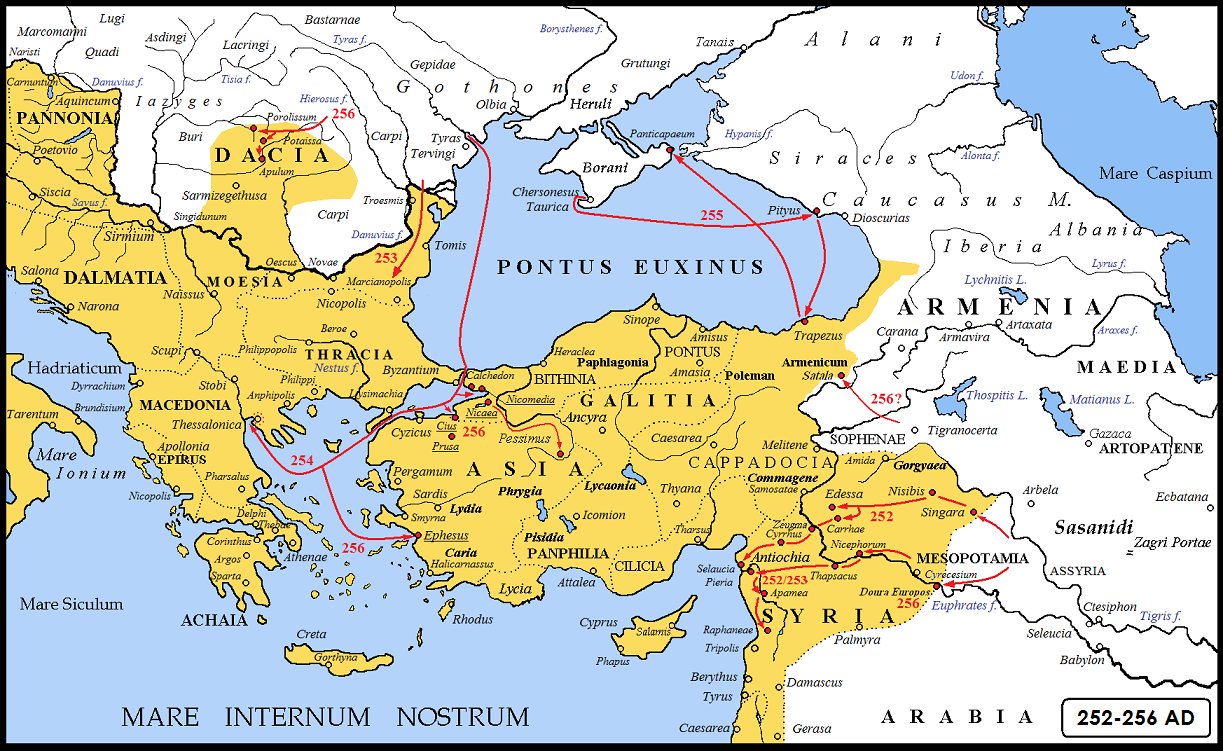
Вторжения персов и готов в 252—256 годах

Одновременно с внутренними проблемами Требониан Галл и Волузиан столкнулись с рядом внешних угроз. На восточных границах активизировалось государство Сасанидов. В 251 году персидский царь Шапур I завоевал Армению и присоединил её к своим владениям, чему римский император не смог помешать. Армянский царь Хосров II был убит, а его сын — малолетний Трдат — поспешно вывезен в Рим, что привело к нарушению договора, заключенного между Филиппом I Арабом и Сасанидами (согласно которому Рим воздерживался от вмешательства в Армению). С его бегством была найдена формальная причина персидского вторжения на римскую территорию. Однако на самом деле более вероятной причиной стало нестабильное положение империи, неспособной адекватно отреагировать на угрозу. В результате Шапур воспользовался этим и напал на римскую провинцию Сирия. Уже к концу 251 — началу 252 года был захвачен Нисибис. В 252 году персы пересекли реку Евфрат и овладели крепостями Дура-Европос и Цирцессиум, а также нанесли римской армии чувствительное поражение в сражении при Барбалиссе.
Согласно надписи Шапура I «Res Gestae Divi Saporis» («Деяния Божественного Шапура»), при Барбалиссе было убито 60 тысяч римлян (скорее всего, это число преувеличено), а всего во время похода было взято 37 городов с прилегающими территориями. Обширный перечень городов, захваченных Шапуром, включает все места дислокаций сирийских легионов, что подтверждает разгром римлян при Барбалиссе, хотя о нём ничего не сообщается ни в римских, ни в греческих источниках. Сама концентрация такого количества войск в одном месте на Евфрате даёт возможность предположить, что Шапур нанёс удар по римлянам в тот момент, когда они собирали свои силы для вторжения. Вполне вероятно, римская сторона не ожидала атаки в этом месте. Известно, что римляне использовали этот маршрут для своих походов в Персию, потому что по течению Евфрата было относительно легко переправлять припасы. Доставлять же припасы вверх по реке было не так просто, и персы до сих пор предпочитали дорогу через северную Месопотамию (и обычно выбирали этот путь в будущем). В конфликте между Римом и Персией в 251—253 годах важную роль сыграл некий Мариад. Он был представителем провинциальной сирийской элиты и зачинщиком местных беспорядков. Начало его деятельности датируется временами правления Деция. Он опустошал Сирию и Каппадокию, возглавив, по всей видимости, довольно крупные силы. Имперские войска оказались неспособны поймать Мариада и он сбежал к Шапуру. Считается, что Мариад оказал важную поддержку персидскому царю во время вторжения при Требониане Галле. Даже если источники и преувеличивают его роль в событиях, некоторые авторы предполагают, что его знание местности и военный опыт повлияли на тактику персов, особенно в битве при Барбалиссе.
В то же время сын персидского царя Ормизд напал на Каппадокию. Стремительное наступление и внутреннее замешательство позволили Шапуру занять Антиохию — крупнейший город на всём Востоке. В 252 и 253 годы персы разграбили город и прилегающие к нему области, чем вызвали хаос в регионе. Они перебили множество местных жителей и захватили огромное количество пленных, после чего вернулись обратно через Каппадокию. В источниках есть сведения, что Антиохия пала из-за предательства неких друзей Мариада. Это вполне может быть правдой, поскольку, учитывая неудачную войну с Персией, увеличение налоговых сборов и рассказы о хаосе из других частей империи, местная знать могла потерять доверие к римским властям. Однако, начав в 253 году новую кампанию, персы встретили ожесточённое сопротивление. Верховный жрец Ваала Самсикерам (или Ураний Антонин), потомок царского дома Эмесы, был провозглашён императором в своём родном городе, после чего нанёс персам поражение. Возможно, в то же время местный пальмирский аристократ Септимий Оденат также боролся против захватчиков. После ряда неудач персы отступили. Отмечено, что в это время монетный двор в Антиохии отчеканил огромное количество антонинианов. Это косвенно указывает на то, что, вероятно, Требониан Галл готовил поход против персов, а многочисленные монеты предназначались для выплаты жалованья солдатам. По версии одних исследователей, Волузиан лично прибыл на театр военных действий и возглавил борьбу, другие полагают, что он не успел достичь Антиохии, поскольку та оказалась захвачена персами. На подготовку к новой персидской кампании могут косвенно указывать и многочисленные надписи, засвидетельствовавшие присутствие большого числа солдат фракийского происхождения в войсках на Среднем Евфрате. Это даёт возможность предположить, что во Фракии шла масштабная вербовка рекрутов.
Зосим пишет следующее касательно войны с персами: «в самом деле, персы могли легко захватить власть над всей Азией, но они были слишком довольны своими богатыми трофеями и успешным возвращением». Кроме того, племенной союз готов, боранов, уругундов (возможно, бургундов) и карпов разграбил Малую Азию от Пессинунта до Эфеса. Предположительно, тогда был сожжён храм Артемиды Эфесской. Вторжение выявило значительную брешь в морской обороне Римской империи в данном регионе. Если рейнские и дунайские границы охранялись отдельными флотилиями, то бассейн Эгейского моря оказался беззащитен. По крайней мере, нет оснований полагать, что там присутствовали крупные силы, способные дать отпор противнику. Возможно, вторжение готов было связано с тем, что они не были удовлетворены выплатами дани со стороны римлян. Также, предположительно, варвары вторгались и в Рецию: от их нападения могла пострадать столица провинции Августа Винделиков. Напряженная ситуация сложилась и на южной границе Египта. Известно, что в 253 году царь Мероэ отправил посольство в Рим для заключения мирного соглашения. О его результатах ничего неизвестно, но судя по тому, что в 260 году в этом регионе продолжались столкновения, мир так и не наступил.

### Гонения на христиан
М. Грант полагает, что для отвлечения внимания населения от многочисленных бедствий Требониан Галл организовал новое гонение на христиан. Евсевий Кесарийский в своей «Церковной истории» цитирует одно из посланий епископа Дионисия Александрийского, где сказано, что «Галл, не поняв Дециевой вины и заранее не подумав над тем, что его погубило, споткнулся о тот же самый камень, лежавший перед глазами. Царствование его было благополучно, все шло по его желанию, но он изгнал святых мужей, предстателей пред Богом о его мире и здравии. Вместе с ними изгнал он и молитвы о себе самом». Дионисий оставляет совершенно неясными личности святых и что именно сделал с ними Галл. По крайней мере, известно, что в Риме был арестован папа Корнелий, которого отправили в ссылку в расположенный неподалёку от столицы приморский город Центумцеллы, где он и скончался в 253 году. Его преемник Луций I сразу же после избрания был изгнан римскими властями из города, но в следующем году ему удалось получить разрешение вернуться. Нет информации об обстоятельствах, которые привели к отправке Корнелия и Луция в ссылку, но периоды изгнания обоих священников действительно совпадают с периодом правления Галла. Относящиеся к этому времени письма епископа Карфагенского Киприана действительно наполнены тревожными предчувствиями предстоящих гонений, проявляющимися в частых зловещих знамениях и мрачных видениях. Но насколько известно, эти опасения не были реализованы. По мнению большинства историков, в правление Требониана Галла не было централизованных гонений, как и не было продолжения выполнения указов Деция, реализация которых прекратилась после вторжения готов, а просто продолжались периодические местные беспорядки и отдельные инциденты, вызванные социальной и политической нестабильностью и ощущением незащищённости у населения.

### Восстание Эмилиана и гибель

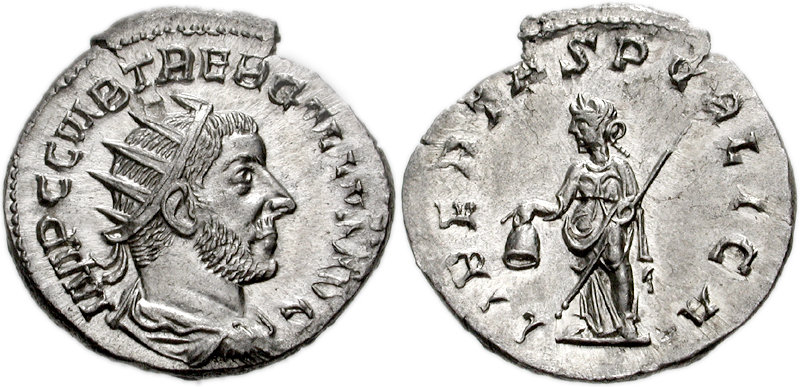
Антониниан с изображением Требониана Галла

Сомнительно, что Требониан Галл не смог присутствовать в вызывающем опасения дунайском регионе из-за своего небрежного отношения к государственным делам. Его поведение можно объяснить сложившимся положением: чума опустошала Рим, где присутствие императора было более необходимо, а Волузиан из-за персидского вторжения находился на востоке. На пост наместника Мёзии Требониан назначил Марка Эмилия Эмилиана. Несмотря на намерения центрального правительства поддерживать мир, дунайские войска, похоже, с нетерпением ожидали новой кампании против готов. Отсутствие военной инициативы со стороны Требониана ослабило лояльность солдат. Находясь в районе Нижнего Дуная, Эмилиан отказался платить дань готам, вероятно, направив предназначенные для этого деньги воинам. В отместку за нарушение римлянами мирного договора готы вновь вторглись в придунайский регион. Сначала Эмилиан неожиданно напал на варваров на территории вверенной ему провинции, а затем, разгромив их, переправился на вражескую территорию, совершив поход к северу от Дуная. Ободрённые победой легионеры провозгласили Эмилиана императором. Он собрал армию и двинулся на Рим.
Для того чтобы предотвратить вторжение Эмилиана в Италию, застигнутые врасплох Галл и Волузиан начали спешно собирать войско и объявили Эмилиана врагом народа. Император также отправил Публия Лициния Валериана за подкреплением к галльским и германским легионам. Армия Галла двигалась медленно и достигла Интерамны лишь к августу 253 года. В то время Требониану пришла весть, что Эмилиан уже вступил в Италию и быстро приближается с крупными силами. Узнав об этом и опасаясь поражения, войска взбунтовались и убили двух императоров-соправителей у Интерамны в 100 километрах к северу от Рима и перешли на сторону Эмилиана. По другой версии, Галл и Волузиан погибли около города Форум Фламиния. А византийский историк Иоанн Зонара утверждает, что между противоборствующими сторонами произошло сражение. Через несколько недель Валериан вернулся с войсками в Италию и разбил Эмилиана у Сполетия, после чего сам был провозглашён императором. Существует версия, что Валериан сознательно не стал быстро приводить подмогу к Требониану Галлу, поскольку решил не поддерживать потерявшего свой авторитет правителя.
После смерти Требониан Галл был предан проклятию памяти, но впоследствии его обожествили, по всей видимости, в правление Валериана.

## Характеристика личности и правления

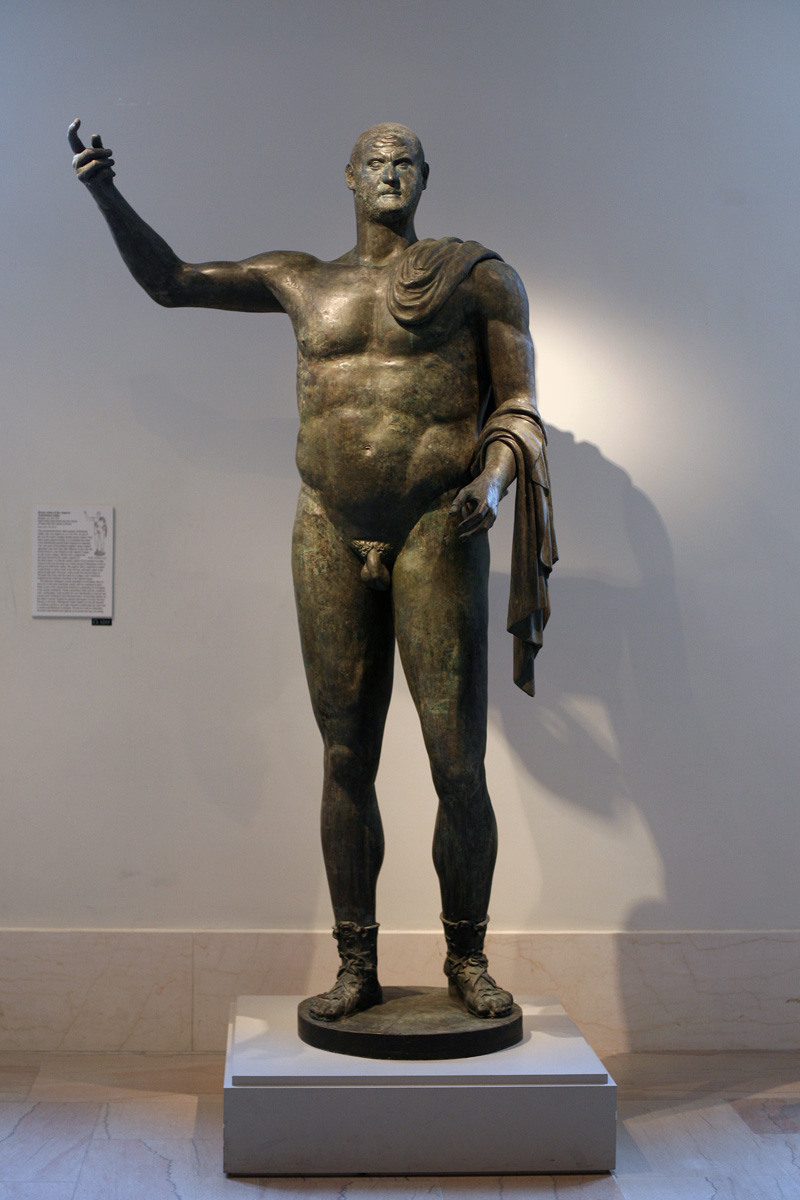
Требониан Галл, римская статуя времён правления, бронза, III век

Современная историография довольно строго судит о Требониане Галле как об императоре. М. Безье представляет его, прежде всего, стремящимся достичь Рима, чтобы утвердить там свою власть ценой сдачи позиций на Дунае: дань, уплаченная готам, позволила ему купить безопасность на границе, нарушенной во время предыдущего правления. Венгерский историк А. Алфёлди считает, что Галл сосредоточил все усилия своего правления на столице: сначала желание укрепить свою власть, а затем эпидемия чумы привели к тому, что император постоянно находился в Риме. По его мнению, Требониан и Волузиан были неспособны к каким-либо энергичным действиям. Э. Манни поддержал эту точку зрения и включил её в свой обзор внешней политики Римской империи в III веке, в котором он противопоставляет стойких сторонников борьбы с варварами и приверженцев более нерешительной политики, делающих ставку на дипломатию и выплату дани. К последним он причисляет Требониана Галла и Валериана. Конечно, эта схема, как отмечает Г. М. Берсанетти, основана на сильных упрощениях и смелых обобщениях. Он же отмечает необычность действий этого императора, больше склонного помогать жителям Рима, чем вести активную внешнюю политику.
По мнению М. Гранта, Требониан Галл показал себя нерешительным и бездарным правителем. Такие позиции базируются на сообщениях античных историков. Так, Евтропий, рассказывая о Требониане и Волузиане, замечает, что «ничего славного они не совершили». Аврелий Виктор говорит, что оба императора «заслужили любовь [народа] тем, что заботливо и усердно хоронили всех, даже самых скромных [граждан]». Зосим же укоряет Требониана Галла за некомпетентное правление. Письма и трактаты современника императора Киприана Карфагенского, написанные в 252—253 годах, пронизаны тревогой. В них епископ задумывается о судьбе мира и высказывает самые пессимистические прогнозы на ближайшее будущее: он ожидает пришествия Антихриста и худших испытаний, грозящих христианской пастве перед Судным днём. Таким образом, можно предположить, что Киприан ожидал краха империи.
Подводя итоги правления Требониана Галла и Волузиана, готский историк Иордан пишет следующее: «за это двухлетие, что они здесь находились, повсюду водворили мир, повсюду правили милостиво. Одно только ставилось в упрек их фортуне, а именно — всеобщий мор, но и то лишь со стороны непонимающих и клеветников, привыкших рвать злобным клыком чужую жизнь».
М. Кристол полагает, что вся внешняя политика Требониана Галла была подчинена подготовке кампании против персидского государства. По его мнению, император руководствовался пониманием того, что Римская империя не способна воевать сразу на два фронта. В качестве примера он приводит начавшиеся практически одновременно две войны при Марке Аврелии — против варваров на Дунае и против Парфянского царства на Востоке, которые обернулись огромным напряжением сил всего государства и крупными потерями. В рамках такой стратегии Требониан заключил мир с готами и, по версии М. Кристола, собирался провести превентивную кампанию против алеманнов, для чего поставил Валериана по главе ретийских войск. По окончании похода высвободившийся экспедиционный корпус должен был быть переброшен на Восток, в то время как на европейских границах царил бы относительный мир. Таким образом, Галла нельзя обвинять в слабости или нерешительности — он старался адаптировать внешнюю политику к невозможности ведения двух крупных войн. Кроме того, при оценке правления Требониана Галла необходимо также учитывать разрушительную эпидемию чумы, опустошившую столицу, из-за которой император не имел возможность покинуть её на длительное время, но он задействовал в управлении государством Волузиана, который представлял центральную власть в провинциях. В целом, как считает Л. Грозданова, политика Требониана и Волузиана была адекватной сложившимся обстоятельствам и имела разумно расставленные приоритеты, реализации которой помешало непостоянство легионов.